# Mötschwil
Mötschwil är en ort i kommunen Hindelbank i kantonen Bern, Schweiz. Orten var före den 1 januari 2021 en egen kommun, men inkorporerades då in i kommunen Hindelbank.